# Ватермаль-Буафор

Ватермаль-Буафор на карті Брюсельського столичного регіону.

Ватермаль-Буафор, також Ватермал-Босфорде (нід. Watermaal-Bosvoorde МФА: [ˈwaːtərmaːl ˈbɔsfoːrdə] вимоваⓘ, фр. Watermael-Boitsfort МФА: [wɑteʁmɑl bwɑˈfɔʁ]) — одна з 19 комун Брюссельського столичного регіону. Займає площу 12,93 км ². Населення становить 24249 осіб (2011 рік).

## Назва
Комуна Ватермаль-Буафор була утворена об'єднанням двох самостійних населених пунктів — Ватермаль і Буафор. Ватермаль вперше згадується у хроніках 888 року, а Boitsfort — 1227 року
В історичних документах трапляються різноманітні варіанти написання назви поселення Ватермаль: Wactarmala (888, 966), VUatermala (966),, Watremale (1138, 1191), Watermale (1162, 1180, 1221), Watermala (1222), Watermalle (1271).
У сучасній голландській мові назва Ватермаль пишеться Watermaal, у французькій мові — Watermael.
На думку бельгійського історика і архівіста 19 століття А. Вотера (фр. Alphonse Wauters), слово Watermael походить від Wactarmala, що складається з двох германських слів: wachter (сторож, охоронець) та mal (місце судочинства). За іншою версією, слово Ватермаль утворено зі слів water (вода) і mahl (місце судочинства).
Бельгійський мовознавець 20 сторіччя М. Гісселінг (нід. Maurits Gysseling, фр. Maurits Gysseling) висловив думку про те, що назва походить від слова «вода».
Походження назви Босфорде у голландському варіанті (Bosvoorde) або Буафор у французькому варіанті (Boitsfort) є ще менш визначеним. М. Гісселінг пише про її германське походження від слів Baldos (родовий відмінок власного імені Baldo) і jurdu (брід, переправа, місце, де можна перейти річку або ручай).

## Географія
Комуна розташована на півдні Брюссельського столичного регіону. 58 % території комуни займає північна частина Суаньського лісу.

## Історія
Ватермаль і Буафор (Босфорде) виникли як два окремих села, Ватермаль — на півночі, а Буафор — на півдні щодо один одного. Перша згадка про Ватермаль припадає на 888 рік, а про Буафор — 1227 рік. Села були розділені поміж собою полем. Однак вони були пов'язані у релігійних питаннях. Обидва села разом з селом Одергем належали до єдиної церкви Святого Климента (Saint-Clément), названої на честь Климента І. Церкву, розташовану у Ватермалі, було збудовано у 10 або 11 столітті.
У 13 або 14 столітті місцеві жителі побудували греблі на місцевих річках для створення ставків, у яких ловили рибу й продавали її у Брюсселі. Місцеві мисливські угіддя, що належали герцогам Брабанту, були відомі по всій західній Європі до середини 18 століття.

## Населення
- Джерело: INS — De: з 1846 по 1970 роки 1846 населення на 31 грудня, з 1981 року — населення на 1 січня
- Джерело: бельгійське Головне управління статистики [6]